# Freydis Eiriksdottir
Pour les articles homonymes, voir Eiríksdottir.
Freydis Eiriksdottir est la fille d'Erik le Rouge et la sœur de Leif Eriksson. Lors d'une expédition au Vinland, elle prend part au combat en faisant face aux indigènes dénommés « Skrælings » par les Vikings. Cette expédition était conduite par Thorfinn Karlsefni. Elle revint au Groenland après l'abandon de la colonie. Freydis était une femme avec un fort caractère, et elle décida de relancer une expédition au Vinland. Arrivée à destination, Freydis se prend de querelle avec les Islandais et elle tue certains des voyageurs se trouvant sur le bateau. Les survivants ne pouvant rester sur place repartent pour le Groenland.

## Littérature
La fille d'Erik le Rouge est l'héroïne de la première partie (La saga de Freydis Eriksdottir) du roman uchronique Civilizations, de Laurent Binet (2019), où elle apporte aux civilisations précolombiennes le fer, le cheval et les anticorps contre les maladies européennes.
Elle est également le protagoniste principal du roman Eiriksdottir : A Tale of Dreams and Luck de l'autrice anglo-canadienne Joan Clark.

## Cinéma et télévision
Freydis Eiriksdottir est l'un des personnages principaux de la série télévisée Netflix Vikings: Valhalla. Elle est interprétée par l'actrice suédoise Frida Gustavsson.